# Joseph Lugnot
Joseph Lugnot, né le 12 décembre 1780 à Charentenay (Haute-Saône) et mort le 13 février 1857 est un militaire français.

## Biographie
Fils d'un ancien officier au régiment de Poitou qui avait assisté aux sièges de Bergen-op-Zoom et de Mahon. En 1791, le capitaine Lugnot emmena à l'arméei trois fils déjà en état de porter les armes. Le plus jeune, Joseph Lugnot, ne rejoignit son père que le 14 juin 1794, à Kaiserslautern. Âgé de 14 ans seulement, le jeune Lugnot assista aux blocus du Luxembourg et de Mayence, puis au passage du Rhin, en l'an IV, et à la retraite de Moreau, ensuite au blocus de Mantoue, après la retraite de Scherer. Il fit depuis les campagnes de l'Ouest, celles d'Italie et d'Espagne en 1808. Il se distingua sous les murs de Gérone, le 16 août 1808 et le 19 septembre 1809, y fut blessé et mentionné honorablement. Plus tard, il fut cité à l'ordre de l'armée pour avoir, à la tête de sa compagnie, enlevé et taillé en pièces un poste de miquelets et de cavalerie.
En 1812, pendant la campagne de Russie, il fut nommé capitaine et membre de la Légion d'honneur, se distingua le 18 août devant Polosken, où il fut blessé grièvement.
Il fit la campagne de 1813, fut nommé chef de bataillon au 93e de ligne en 1814, et se trouva au blocus de Magdebourg.
Pendant la première Restauration, il reçut la croix de Saint-Louis. À Waterloo, il fut grièvement blessé et abandonné sur le champ de bataille. Il ne reçut les premiers secours des Anglais qu'après cinq jours d'atroces souffrances. Transporté en Angleterre, il fut bientôt ramené en France. Mis en activité en 1815, il était major au 14e léger en 1821. Il fit la campagne d'Espagne en 1823 et fut nommé à cette occasion officier de la Légion d'honneur et chevalier de 2e classe de l'ordre de Saint-Ferdinand.
Pendant l'expédition d'Alger (1830), M. Lugnot fut major de tranchée devant le fort l'Empereur le 30 juin 1830; il resta dans la tranchée jusqu'au 4 juillet, jour de l'explosion du fort.
Major de place après la prise d'Alger, on l'envoya dans la même année reconnaître la place d'Oran. Il venait d'être nommé lieutenant-colonel après 17 ans de grade de chef de bataillon.
En décembre 1830, il prit part à la seconde expédition d'Oran et fut chargé du commandement de cette place jusqu'en septembre 1831, qu'il rentra en France avec le 21e de ligne.
Le 28 novembre 1833, M. Lugnot fut nommé colonel du 21e léger et commandeur de la Légion d'honneur en avril 1836.
Le 27 février, le colonel Lugnot a été promu au grade de général de brigade.
Il est enterré à Limoges.

## Sources
« Joseph Lugnot », dans Charles Mullié, Biographie des célébrités militaires des armées de terre et de mer de 1789 à 1850, 1852 [détail de l’édition]